# Дорфхайн
Дорфхайн (нем. Dorfhain) — община в Германии, в земле Саксония. Подчиняется земельной дирекции Дрезден. Входит в состав района Вайсериц. Подчиняется управлению Тарандт. Население составляет 1120 человек (на 31 декабря 2010 года). Занимает площадь 6,26 км².
Община подразделяется на 3 сельских округа.

## Население
| Год  | Численность | Численность |
| ---- | ----------- | ----------- |
| 2017 | 1084        | [ 1 ]       |
| 2019 | 1089        | [ 3 ]       |
| 2021 | 1062        | [ 4 ]       |
| 2022 | 1091        | [ 5 ]       |
| 2023 | 1080        | [ 2 ]       |